# Reprezentacja Serbii w piłce nożnej mężczyzn
Reprezentacja Serbii w piłce nożnej mężczyzn (serb. Фудбалска репрезентација Србије) – narodowy zespół piłkarzy nożnych Serbii. Za funkcjonowanie reprezentacji odpowiedzialny jest Związek Piłki Nożnej Serbii.
Piłkarska drużyna Serbii jest wg FIFA i UEFA oficjalnym sukcesorem tradycji reprezentacji Jugosławii. Należy jednak pamiętać, iż według prawa międzynarodowego (Rezolucja Rady Bezpieczeństwa ONZ nr 777 poparta przez Zgromadzenie Ogólne ONZ rezolucją nr 47/1) Federalna Republika Jugosławii (dzisiejsza Republika Serbii) nie jest kontynuatorem prawnym Socjalistycznej Federacyjnej Republiki Jugosławii.

## Dzieje reprezentacji
Mimo iż Federalna Republika Jugosławii (złożona wyłącznie z republik Serbii i Czarnogóry) powstała 27 kwietnia 1992 roku po rozpadzie "starej" Socjalistycznej Federacyjnej Republiki Jugosławii, to z powodu międzynarodowych sankcji nałożonych na ten kraj miesiąc później z powodu wojny w Bośni reprezentacja pierwszy mecz zagrała dopiero w grudniu 1994 roku. Do 1996 roku rozgrywała wyłącznie spotkania towarzyskie, gdyż z eliminacji do Mundialu 1994 i Euro 1996 została wykluczona. Wcześniej jeszcze przed rozpadem "starej" Jugosławii reprezentacja zdołała się zakwalifikować po sportowej walce na Euro 1992, jednak także z powodu międzynarodowych sankcji reprezentacja została wykluczona z mistrzostw na kilkanaście dni przed ich rozpoczęciem, a jej miejsce zajęła druga w swojej grupie eliminacyjnej Dania, która później zdobyła mistrzostwo Europy.
Zadebiutowała w kwalifikacjach do Mundialu 1998. Drużyna prowadzona przez Slobodana Santrača z Predragiem Mijatovicem, Miroslavem Djukicem, Sinišą Mihajlovicem i Darko Kovačevicem w składzie wprawdzie została wyprzedzona w grupie przez Hiszpanię, ale pokonała m.in. ówczesnych wicemistrzów Starego Kontynentu Czechów. Jugosłowianie grali ofensywnie i efektownie, i właśnie wtedy doczekali się przezwiska "Brazylijczycy Europy". W barażach nie dali szans Węgrom (7:1 i 5:0).
Na Mundialu zaprezentowali się przyzwoicie. W 1/8 finału po wyrównanym meczu i w dość pechowych okolicznościach (Mijatović nie strzelił karnego w ostatniej minucie) przegrali 1:2 z Holandią.
Dwa lata później, na Euro 2000, reprezentacja dowodzona tym razem przez 70-letniego Vujadina Boškova również odpadła w drugiej rundzie, a ich pogromcami (przegrali 1:6) tak jak w 1998 roku byli Holendrzy. Na pocieszenie Jugosłowianom pozostała korona strzelców turnieju dla Savo Miloševica.
Od czasu zakończenia mistrzostw Europy rozpoczął się kryzys drużyny narodowej, pogłębiany częstymi zmianami selekcjonerów. Rezygnacja z gry w kadrze najlepszych piłkarzy i wysoki stopień korupcji w związku piłkarskim to największe bolączki futbolu serbskiego u progu XXI wieku. W eliminacjach do Mundialu 2002 reprezentacja dała się wyprzedzić Rosji i Słowenii, a w kwalifikacjach do Euro 2004, w których po raz pierwszy wystąpiła pod nazwą Serbii i Czarnogóry – Włochom i Walijczykom.
Wydawało się, że powoli drużyna zaczyna wychodzić z zapaści. W połowie 2003 roku selekcjonerem został Ilija Petković. Zmieniły się również władze związku, na nowego prezesa wybrano byłego reprezentanta Jugosławii Dragan Stojkovicia. Trener Petković postawił na piłkarzy nieogranych na międzynarodowych boiskach i zrezygnował z usług większości gwiazd. Efektem jego polityki kadrowej był udany występ w eliminacjach do Mundialu 2006 i awans do tego turnieju z pierwszego miejsca (Serbowie wyprzedzili m.in. Hiszpanię i Belgię). Największą siłą drużyny była wówczas defensywa. Bramkarz Dragoslav Jevrić i obrońcy Goran Gavrancić, Ivica Dragutinović, Mladen Krstajić, Nemanja Vidić (który dzięki dobrym występom w kadrze został kupiony przez Manchester United) oraz Marjan Marković grali na tyle skutecznie, że reprezentacja straciła w kwalifikacjach tylko jedną bramkę. Zupełnie inaczej zaprezentowała się w samym turnieju. Serbowie i Czarnogórcy odpadli już po fazie grupowej, przegrywając wszystkie trzy spotkania, w których zanotowali bilans bramek 2:10 (podczas tego Mundialu zanotowali najwyższą w historii reprezentacji porażkę 0:6 z Argentyną). Dnia 21 maja 2006 roku w Czarnogórze odbyło się referendum niepodległościowe. Jego wynik oznaczał odłączenie Czarnogóry od państwa i tym samym powstanie nowej reprezentacji piłkarskiej. 
W eliminacjach do Mundialu 2010, Serbowie trafili w nich do grupy 7 razem z Francją, Austrią, Litwą, Rumunią i Wyspami Owczymi. Zajęli w nich pierwsze miejsce z dorobkiem 22 punktów po siedmiu zwycięstwach, jednym remisie i dwóch porażkach w dziesięciu spotkaniach. Na Mundialu w RPA serbscy piłkarze grali w grupie D razem z Niemcami, Ghaną i Australią. Po jednym zwycięstwie (1:0 z Niemcami) i dwóch porażkach (z Ghaną 0:1 i Australią 1:2) z trzema punktami na koncie zajęli ostatnie miejsce w grupie i zakończyli swój udział w tych mistrzostwach na fazie grupowej.
Eliminacje do kolejnych trzech turniejów: Mistrzostw Europy 2012, Mundialu w 2014, i ME 2016 zakończyły się dla Serbów porażką. W eliminacjach do Mistrzostw Świata 2018 w Rosji serbską kadrę prowadził Slavoljub Muslin. Po zwycięstwie w grupie (21 punktów w 10 meczach) i bezpośrednim awansie na mundial dość nieoczekiwanie tamtejszy związek piłkarski postanowił rozwiązać umowę z Muslinem. Kadrę Serbii przejął Mladen Krstajić, który wywalczył awans na Mundial 2018. Serbia w Rosji grała w grupie E razem z Brazylią, Szwajcarią i Kostaryką. Po zwycięstwie z Kostarykanami 1:0 w pierwszym meczu przyszły dwie porażki (ze Szwajcarią 1:2 i Brazylią 0:2). Serbowie zajęli więc trzecie miejsce w grupie i ostatecznie nie uzyskali awansu do dalszej fazy turnieju.
 O piłkarskiej reprezentacji Czarnogóry czytaj tu.

## Udział w międzynarodowych turniejach

### Igrzyska Olimpijskie
| Udział w igrzyskach olimpijskich | Udział w igrzyskach olimpijskich       | Udział w igrzyskach olimpijskich       | Udział w igrzyskach olimpijskich       | Udział w igrzyskach olimpijskich       | Udział w igrzyskach olimpijskich       | Udział w igrzyskach olimpijskich       | Udział w igrzyskach olimpijskich       | Udział w igrzyskach olimpijskich       | . | Kwalifikacje do igrzysk olimpijskich | Kwalifikacje do igrzysk olimpijskich | Kwalifikacje do igrzysk olimpijskich | Kwalifikacje do igrzysk olimpijskich | Kwalifikacje do igrzysk olimpijskich | Kwalifikacje do igrzysk olimpijskich | Uwagi    |
| Rok                              | Runda                                  | Miejsce                                | M                                      | W                                      | R                                      | P                                      | B+                                     | B-                                     | . | M                                    | W                                    | R                                    | P                                    | B+                                   | B-                                   | Uwagi    |
| -------------------------------- | -------------------------------------- | -------------------------------------- | -------------------------------------- | -------------------------------------- | -------------------------------------- | -------------------------------------- | -------------------------------------- | -------------------------------------- | - | ------------------------------------ | ------------------------------------ | ------------------------------------ | ------------------------------------ | ------------------------------------ | ------------------------------------ | -------- |
| 1900                             | Nie brała udziału                      | Nie brała udziału                      | Nie brała udziału                      | Nie brała udziału                      | Nie brała udziału                      | Nie brała udziału                      | Nie brała udziału                      | Nie brała udziału                      | . |                                      |                                      |                                      |                                      |                                      |                                      | jako SRB |
| 1904                             | Nie brała udziału                      | Nie brała udziału                      | Nie brała udziału                      | Nie brała udziału                      | Nie brała udziału                      | Nie brała udziału                      | Nie brała udziału                      | Nie brała udziału                      | . |                                      |                                      |                                      |                                      |                                      |                                      | jako SRB |
| 1908                             | Nie brała udziału                      | Nie brała udziału                      | Nie brała udziału                      | Nie brała udziału                      | Nie brała udziału                      | Nie brała udziału                      | Nie brała udziału                      | Nie brała udziału                      | . |                                      |                                      |                                      |                                      |                                      |                                      | jako SRB |
| 1912                             | Nie brała udziału                      | Nie brała udziału                      | Nie brała udziału                      | Nie brała udziału                      | Nie brała udziału                      | Nie brała udziału                      | Nie brała udziału                      | Nie brała udziału                      | . |                                      |                                      |                                      |                                      |                                      |                                      | jako SRB |
|                                  |                                        |                                        |                                        |                                        |                                        |                                        |                                        |                                        | . |                                      |                                      |                                      |                                      |                                      |                                      |          |
| 1948-1992                        | Serbia była częścią Jugosławii         | Serbia była częścią Jugosławii         | Serbia była częścią Jugosławii         | Serbia była częścią Jugosławii         | Serbia była częścią Jugosławii         | Serbia była częścią Jugosławii         | Serbia była częścią Jugosławii         | Serbia była częścią Jugosławii         | . |                                      |                                      |                                      |                                      |                                      |                                      |          |
| 1996                             | Nie brała udziału - została wykluczona | Nie brała udziału - została wykluczona | Nie brała udziału - została wykluczona | Nie brała udziału - została wykluczona | Nie brała udziału - została wykluczona | Nie brała udziału - została wykluczona | Nie brała udziału - została wykluczona | Nie brała udziału - została wykluczona | . |                                      |                                      |                                      |                                      |                                      |                                      | jako FRJ |
| 2000                             | Nie zakwalifikowała się                | Nie zakwalifikowała się                | Nie zakwalifikowała się                | Nie zakwalifikowała się                | Nie zakwalifikowała się                | Nie zakwalifikowała się                | Nie zakwalifikowała się                | Nie zakwalifikowała się                | . | 8                                    | 5                                    | 2                                    | 1                                    | 29                                   | 10                                   | jako FRJ |
| 2004                             | Faza grupowa                           | 16/16                                  | 3                                      | 0                                      | 0                                      | 3                                      | 3                                      | 14                                     | . | 13                                   | 8                                    | 2                                    | 3                                    | 23                                   | 17                                   | jako SCG |
| 2008                             | Faza grupowa                           | 12/16                                  | 3                                      | 0                                      | 1                                      | 2                                      | 3                                      | 7                                      | . | 9                                    | 6                                    | 0                                    | 3                                    | 15                                   | 10                                   | jako SRB |
| 2012                             | Nie zakwalifikowała się                | Nie zakwalifikowała się                | Nie zakwalifikowała się                | Nie zakwalifikowała się                | Nie zakwalifikowała się                | Nie zakwalifikowała się                | Nie zakwalifikowała się                | Nie zakwalifikowała się                | . | 8                                    | 4                                    | 1                                    | 3                                    | 14                                   | 12                                   | jako SRB |
| 2016                             | Nie zakwalifikowała się                | Nie zakwalifikowała się                | Nie zakwalifikowała się                | Nie zakwalifikowała się                | Nie zakwalifikowała się                | Nie zakwalifikowała się                | Nie zakwalifikowała się                | Nie zakwalifikowała się                | . | 13                                   | 6                                    | 3                                    | 4                                    | 21                                   | 18                                   | jako SRB |
| 2020                             | Nie zakwalifikowała się                | Nie zakwalifikowała się                | Nie zakwalifikowała się                | Nie zakwalifikowała się                | Nie zakwalifikowała się                | Nie zakwalifikowała się                | Nie zakwalifikowała się                | Nie zakwalifikowała się                | . | 13                                   | 8                                    | 2                                    | 3                                    | 24                                   | 15                                   | jako SRB |

| 1994 | Nie brała udziału, została wykluczona | Nie brała udziału, została wykluczona | jako FRJ |
| 1998 | Awans                                 | 1/8 finału                            | jako FRJ |
| 2002 | Nie zakwalifikowała się               | Nie zakwalifikowała się               | jako FRJ |
| 2006 | Awans                                 | Faza grupowa                          | jako SCG |
| 2010 | Awans                                 | Faza grupowa                          |          |
| 2014 | Nie zakwalifikowała się               | Nie zakwalifikowała się               |          |
| 2018 | Awans                                 | Faza grupowa                          |          |
| 2022 | Awans                                 | Faza grupowa                          |          |

| 1992 | Nie brała udziału                     | Nie brała udziału                     | jako FRJ |
| 1996 | Nie brała udziału, została wykluczona | Nie brała udziału, została wykluczona | jako FRJ |
| 2000 | Awans                                 | Ćwierćfinał                           | jako FRJ |
| 2004 | Nie zakwalifikowała się               | Nie zakwalifikowała się               | jako SCG |
| 2008 | Nie zakwalifikowała się               | Nie zakwalifikowała się               |          |
| 2012 | Nie zakwalifikowała się               | Nie zakwalifikowała się               |          |
| 2016 | Nie zakwalifikowała się               | Nie zakwalifikowała się               |          |
| 2020 | Nie zakwalifikowała się               | Nie zakwalifikowała się               |          |
| 2024 | Awans                                 | Faza grupowa                          |          |

## Rekordziści
Kolorem niebieskim zaznaczono wciąż aktywnych piłkarzy
| Lp. | Zawodnik            | Lata gry w kadrze | Mecze | Bramki |
| --- | ------------------- | ----------------- | ----- | ------ |
| 1.  | Branislav Ivanović  | 2005–2018         | 105   | 13     |
| 2.  | Dejan Stanković     | 1998–2013         | 103   | 15     |
| 3.  | Savo Milošević      | 1994–2008         | 102   | 37     |
| 4.  | Aleksandar Kolarov  | 2008–             | 94    | 11     |
| 5.  | Dragan Stojković    | 1983–2001         | 84    | 15     |
| 5.  | Vladimir Stojković  | 2006–2018         | 84    | 0      |
| 7.  | Aleksandar Mitrović | 2013–             | 79    | 52     |
| 8.  | Zoran Tošić         | 2007–2016         | 76    | 11     |
| 9.  | Predrag Mijatović   | 1989–2003         | 73    | 27     |
| 10. | Dušan Tadić         | 2008–             | 71    | 16     |

| Lp. | Zawodnik            | Lata gry w kadrze | Bramki | Mecze |
| --- | ------------------- | ----------------- | ------ | ----- |
| 1.  | Aleksandar Mitrović | 2013–             | 52     | 79    |
| 2.  | Savo Milošević      | 1994–2008         | 37     | 102   |
| 3.  | Predrag Mijatović   | 1989–2003         | 27     | 73    |

## Trenerzy reprezentacji Serbii
| Szkoleniowiec      | O                   | od   | do   | M  | W  | R  | P  | W%    | R%     | P%    | Największe osiągnięcia   |
| ------------------ | ------------------- | ---- | ---- | -- | -- | -- | -- | ----- | ------ | ----- | ------------------------ |
| Slobodan Santrač   |                     | 1994 | 1998 | 43 | 26 | 10 | 7  | 60.46 | 23.25  | 16.28 | awans i udział w MŚ 1998 |
| Milan Živadinović  |                     | 1998 | 1999 | 6  | 3  | 2  | 1  | 50.00 | 33.33  | 16.66 |                          |
| Vujadin Boškov     |                     | 1999 | 2000 | 15 | 6  | 5  | 4  | 40.00 | 33.33  | 26.66 | awans i udział w ME 2000 |
| Ilija Petković     |                     | 2000 | 2001 | 4  | 2  | 1  | 1  | 50.00 | 25.00  | 25.00 |                          |
| Milovan Đorić      |                     | 2001 | 2001 | 3  | 0  | 2  | 1  | 0.00  | 66.66  | 33.33 |                          |
| Vujadin Boškov     |                     | 2001 | 2001 | 8  | 4  | 2  | 2  | 50.00 | 25.00  | 25.00 |                          |
| Ivan Ćurković      |                     | 2001 | 2001 | 8  | 4  | 2  | 2  | 50.00 | 25.00  | 25.00 |                          |
| Dejan Savićević    |                     | 2001 | 2001 | 8  | 4  | 2  | 2  | 50.00 | 25.00  | 25.00 |                          |
| Dejan Savićević    |                     | 2001 | 2003 | 17 | 4  | 3  | 10 | 23.53 | 17.65  | 58.82 |                          |
| Ilija Petković     | Serbia i Czarnogóra | 2003 | 2006 | 30 | 11 | 10 | 9  | 36.66 | 33.33  | 30.00 | awans i udział w MŚ 2006 |
| Javier Clemente    | Hiszpania           | 2006 | 2007 | 16 | 7  | 7  | 2  | 43.75 | 43.75  | 12.50 |                          |
| Miroslav Đukić     | Serbia              | 2007 | 2008 | 5  | 0  | 2  | 3  | 0.00  | 40.00  | 60.00 |                          |
| Radomir Antić      | Serbia              | 2008 | 2010 | 28 | 17 | 3  | 8  | 60.71 | 10.71  | 28.57 | awans i udział w MŚ 2010 |
| Vladimir Petrović  | Serbia              | 2010 | 2011 | 13 | 5  | 3  | 5  | 38.46 | 23.08  | 38.46 |                          |
| Radovan Ćurčić     | Serbia              | 2011 | 2012 | 5  | 2  | 1  | 2  | 40.00 | 20.00  | 40.00 |                          |
| Siniša Mihajlović  | Serbia              | 2012 | 2013 | 19 | 7  | 4  | 8  | 36.84 | 21.05  | 42.10 |                          |
| Ljubinko Drulović  | Serbia              | 2014 | 2014 | 4  | 2  | 1  | 1  | 50.00 | 25.00  | 25.00 |                          |
| Dick Advocaat      | Holandia            | 2014 | 2014 | 4  | 0  | 2  | 2  | 0.00  | 50.00  | 50.00 |                          |
| Radovan Ćurčić     | Serbia              | 2014 | 2016 | 11 | 5  | 0  | 6  | 45.45 | 0.00   | 55.55 |                          |
| Slavoljub Muslin   | Serbia              | 2016 | 2017 | 15 | 8  | 5  | 2  | 53.33 | 33.33  | 13.33 |                          |
| Mladen Krstajić    | Serbia              | 2017 | 2019 | 19 | 9  | 5  | 5  | 47.36 | 26.32  | 26.32 | awans i udział w MŚ 2018 |
| Ljubiša Tumbaković | Serbia              | 2019 | 2020 | 11 | 5  | 3  | 3  | 45.45 | 27.27  | 27.27 |                          |
| Ilija Stolica      | Serbia              | 2021 | 2021 | 2  | 0  | 2  | 0  | 0.00  | 100.00 | 0.00  |                          |
| Dragan Stojković   | Serbia              | 2021 |      | 35 | 20 | 7  | 8  | 57.14 | 20.00  | 22.86 |                          |

Stan na 19 listopada 2023

## Stroje
| Producent | od   | do    |
| --------- | ---- | ----- |
| Adidas    | 1992 | 2002  |
| Lotto     | 2002 | 2006  |
| Nike      | 2006 | 2014  |
| Umbro     | 2014 | 2018  |
| Puma      | 2018 | nadal |

### Dzieje strojów
Stroje domowe
| 1994 | 1998 | 2000 | 2006 | 2006–2007 | 2008–2009 | 2010–2011 | 2012–2013 | 2014–2015 | 2016–2017 |

| 2018–2019 | 2020–2021 | 2022–2023 | 2024–2025 |  |